# Northern Arizona Lumberjacks

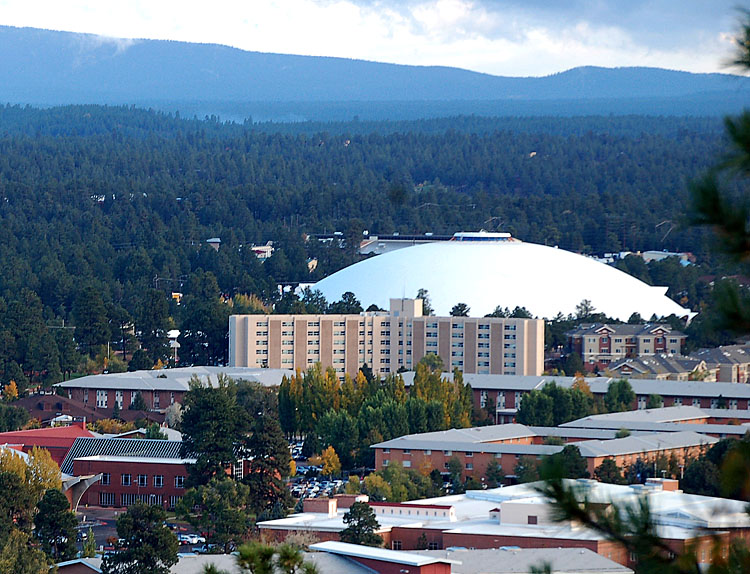
Walkup Skydome.

Northern Arizona Lumberjacks (español: Leñadores del Norte de Arizona) es el equipo deportivo de la Universidad de Arizona Septentrional, situada en Flagstaff, Arizona. Los equipos de los Lumberjacks participan en las competiciones universitarias organizadas por la NCAA, y forma parte de la Big Sky Conference.

## Apodo
El apodo de leñadores se originó en los comienzos de la universidad. En el espacio que actualmente ocupa el estadio de fútbol americano, antiguamente, en las celebraciones del 4 de julio, había exhibiciones de leñadores partiendo troncos, además de rodeo y otros actos festivos.

## Programa deportivo
Los Lumberjacks participan en las siguientes modalidades deportivas:
| - Masculino - Atletismo - Atletismo cubierta - Baloncesto - Cross - Fútbol americano - Tenis | - Femenino - Atletismo - Atletismo cubierta - Baloncesto - Cross - Golf - Natación y saltos - Fútbol - Tenis - Voleibol |

## Baloncesto
3 han sido los jugadores salidos de la Universidad de Northern Arizona que han llegado a jugar en la NBA, aunque ninguno de ellos lo ha hecho de forma continuada.